# Lliswerry
Lliswerry, également orthographié Liswerry (en anglais), ou Llyswyry (en gallois), est une banlieue de la ville de Newport, au pays de Galles, disposant du statut de communauté.

## Géographie
Lliswerry est située au sud-est du centre-ville de Newport, de l'autre côté de l'Usk. Elle abrite notamment le Newport International Sports Village (en).

## Démographie
Au recensement de 2011, la communauté de Lliswerry comptait 12 069 habitants.

## Culture locale et patrimoine
La communauté de Lliswerry abrite deux monuments classés de grade II.